# Pawlo Chrystjuk

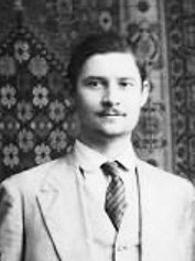
Pawlo Chrystjuk 1917

Pawlo Onykijowytsch Chrystjuk (ukrainisch Павло Оникійович Христюк; * 1890 in Jelisawetinskaja, Oblast Kuban, Russisches Kaiserreich; † 19. September 1941 im Sewwostlag-Gulag in der Region Chabarowsk, Sowjetunion) war ein ukrainischer Journalist, Schriftsteller und Politiker.

## Leben

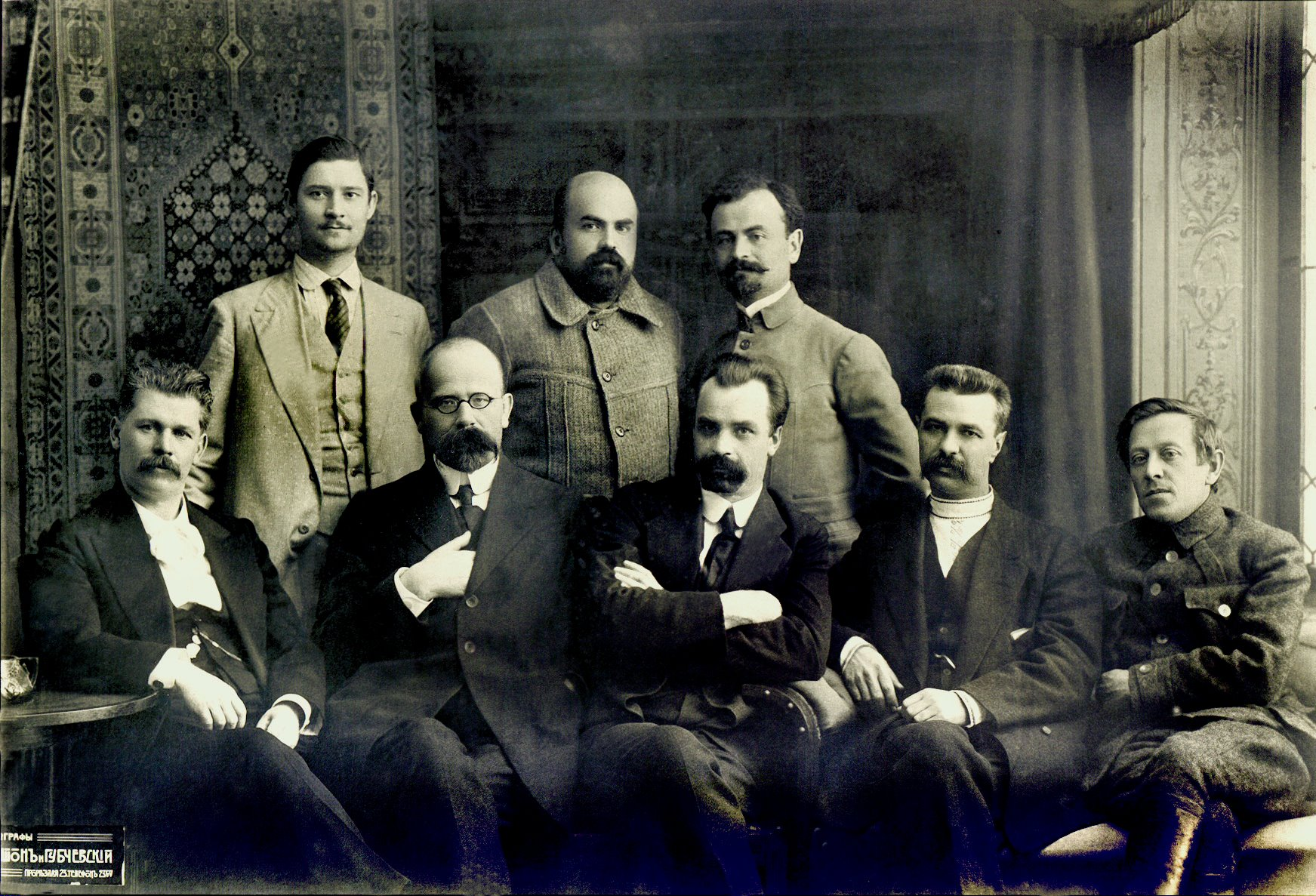
Die Mitglieder des Generalsekretariats im Juli 1917. (von links nach rechts) Stehend: Pawlo Chrystjuk, Mykola Stasjuk, Borys Martos. Sitzend: Iwan Steschenko, Chrystofor Baranowskyj, Wolodymyr Wynnytschenko, Serhij Jefremow, Symon Petljura.

Pawlo Chrystjuk stammte aus einer wohlhabenden kubankosakischen Familie und studierte am Kiewer Polytechnischen Institut. Bereits während seiner Studienzeit politisch aktiv, wurde er 1917 Mitglied der ukrainischen Zentralna Rada und vom 15. Juni bis zum 14. August 1917 Generalsekretär im Generalsekretariat der ukrainischen Zentralna Rada. Am 30. Januar 1918 wurde er kurzzeitig Minister für Innere Angelegenheiten der Ukrainischen Volksrepublik. Im Folgemonat Februar desselben Jahres war er bis zum 29. April 1918 Staatssekretär des Ukrainischen Staats und schließlich war er noch der stellvertretende Innenminister in der Regierung von Issaak Masepa.
1919 ging Chrystjuk nach Wien ins Exil, aus dem er 1924 in die Ukraine zurückkehrte und als Journalist und zwischen 1928 und 1931 für die Gesellschaft für wissenschaftliche und technische Arbeiter zur Förderung der sozialistischen Aufbaus in Charkiw tätig war. 1931 wurde er von der OGPU verhaftet und in einem politischen Prozess am 7. Februar 1932 verurteilt. Er starb 1941 im Sewwostlag-Gulag im russischen Fernen Osten.